# Hiệp hội nhà cung cấp
Hiệp hội nhà cung cấp là một thuật ngữ kinh doanh được dùng để một công ty khách hàng tập hợp các nhà cung cấp chính của mình lại với nhau một cách chính thức và thường xuyên, nhằm đạt được sự đồng bộ về chiến lược và hoạt động giữa các bên.

## Cấu trúc và quy trình
Một hiệp hội nhà cung cấp điển hình sẽ bắt đầu với một tầm nhìn/chiến lược với các mục tiêu/lợi ích chính, thường được xây dựng ban đầu bởi công ty khách hàng. Một đội ngũ sẽ được hình thành với các nhà cung cấp chiến lược chủ chốt, cùng với các giám đốc điều hành của những công ty này để xác nhận các mục tiêu và phát triển một kế hoạch cụ thể để đạt được chiến lược đã đề ra. Sau đó, một loạt các cuộc họp, hội thảo và các hoạt động một đối một sẽ được tổ chức, nhằm triển khai chiến lược của hiệp hội, với các cuộc đánh giá định kỳ giữa các thành viên trong tổ chức để xem xét tiến độ.

## Những lợi ích
Thuật ngữ này bắt nguồn từ ngành sản xuất Nhật Bản, nơi chúng được gọi là kyoryoku kai  (協力会). Các hiệp hội kiểu này hiện rất phổ biến tại Nhật Bản.
Hiệp hội nhà cung cấp thường được sử dụng để phát triển các chương trình nâng cao nhận thức, đào tạo và thay đổi, nhằm đạt được những cải tiến. Vì vậy, các hiệp hội nhà cung cấp thường mang lại nhiều lợi ích, hỗ trợ phát triển nhà cung cấp. Những lợi ích này bao gồm giảm chi phí vận hành, chia sẻ các phương pháp tốt nhất, đào tạo, và thắt chặt mối quan hệ giữa các thành viên trong tổ chức.

## Các vấn đề với hiệp hội nhà cung cấp
Cũng có những khó khăn liên quan đến hiệp hội nhà cung cấp, bao gồm việc công ty khách hàng có thể sử dụng hiệp hội như một phương thức để thực thi sự kiểm soát đối với các nhà cung cấp của mình, những nhà cung cấp này có thể trở nên quá phụ thuộc vào công ty khách hàng. Các hiệp hội nhà cung cấp phụ thuộc vào niềm tin giữa các tổ chức, và khi niềm tin này không được duy trì (ví dụ như việc chia sẻ kết quả của các chương trình cải tiến hoặc rò rỉ thông tin cho đối thủ cạnh tranh), các lợi ích có thể bị giảm sút. Để hiệp hội nhà cung cấp thành công, cần có các mục tiêu rõ ràng và động lực; nếu thiếu điều này, hiệp hội có thể trở thành một nơi chỉ để trao đổi ý kiến, mà không mang lại những cải tiến thực tế.

## Mở rộng các hiệp hội nhà cung cấp
Một hiện tượng phổ biến trong các hiệp hội là chúng thường được mở rộng theo chiều dọc trong cộng đồng nhà cung cấp - ví dụ, vào giữa những năm 1990, 79% các nhà cung cấp cấp 1 của Toyota đã thành lập hiệp hội riêng của mình, mở rộng vượt ra ngoài hiệp hội hiện có của Toyota. Phương pháp mở rộng này phụ thuộc vào kích thước tổ chức, sự tương đồng và quy mô chuỗi cung ứng. Kyohokai, hiệp hội nhà cung cấp toàn cầu của Toyota, có 224 thành viên và 29 giám đốc, được tổ chức với một Đại hội đồng chịu trách nhiệm về các quyết định kinh doanh lớn và ngân sách, cùng các cuộc họp theo từng khu vực dành cho các công ty đóng góp vào các yếu tố khác nhau của sản phẩm Toyota. Tuy nhiên, Kyohokai không nhận được hỗ trợ tài chính từ Toyota. Vào năm 2012, Bộ Tư pháp Hoa Kỳ đã buộc tội một số giám đốc điều hành của năm công ty sản xuất phụ tùng Nhật Bản về các hành vi điều chỉnh giá cả và gian lận đấu thầu. Ba trong số các công ty này, là thành viên của Kyoho kai, đã thừa nhận tội và bị phạt tổng cộng 748 triệu đô la. Cũng trong năm 2012, bốn công ty thành viên đã bị Ủy ban Thương mại Công bằng Nhật Bản điều tra vì những lo ngại về việc tuân thủ luật chống độc quyền.